# Olympische Winterspiele 2002/Snowboard – Halfpipe (Frauen)
Der Halfpipe-Wettbewerb der Frauen bei den Olympischen Winterspielen 2002 in Salt Lake City wurde am 10. Februar 2002 im Park City Mountain Resort ausgetragen. Olympiasiegerin wurde die US-Amerikanerin Kelly Clark. Silber ging an die Französin Doriane Vidal und Bronze an Fabienne Reuteler aus der Schweiz.

## Ergebnisse

### Qualifikation
| Rang | Athletin            | Land               | 1. Lauf | 2. Lauf | Qualifikation      |
| ---- | ------------------- | ------------------ | ------- | ------- | ------------------ |
| 1    | Kelly Clark         | Vereinigte Staaten | 42,1    | —       | Finale nach Lauf 1 |
| 2    | Kjersti Buaas       | Norwegen           | 38,7    | —       | Finale nach Lauf 1 |
| 3    | Doriane Vidal       | Frankreich         | 38,3    | —       | Finale nach Lauf 1 |
| 4    | Nicola Thost        | Deutschland        | 34,3    | —       | Finale nach Lauf 1 |
| 5    | Nicola Pederzolli   | Österreich         | 34,1    | —       | Finale nach Lauf 1 |
| 6    | Lisa Wiik           | Norwegen           | 33,1    | —       | Finale nach Lauf 1 |
| 7    | Fabienne Reuteler   | Schweiz            | 32,0    | 40,4    | Finale nach Lauf 2 |
| 8    | Shannon Dunn        | Vereinigte Staaten | 31,3    | 39,0    | Finale nach Lauf 2 |
| 9    | Michiyo Hashimoto   | Japan              | 27,0    | 38,0    | Finale nach Lauf 2 |
| 10   | Tricia Byrnes       | Vereinigte Staaten | 30,8    | 35,7    | Finale nach Lauf 2 |
| 11   | Yoko Miyake         | Japan              | 24,5    | 35,4    | Finale nach Lauf 2 |
| 12   | Minna Hesso         | Finnland           | 25,4    | 32,1    | Finale nach Lauf 2 |
| 13   | Stine Brun Kjeldaas | Norwegen           | 27,1    | 30,9    |                    |
| 14   | Sabine Wehr-Hasler  | Deutschland        | 22,1    | 29,7    |                    |
| 15   | Natasza Zurek       | Kanada             | 30,0    | 28,6    |                    |
| 16   | Alessandra Pescosta | Italien            | 16,7    | 27,4    |                    |
| 17   | Lesley McKenna      | Großbritannien     | 12,5    | 25,3    |                    |
| 18   | Kirsi Rautava       | Finnland           | 23,6    | 24,7    |                    |
| 19   | Sari Grönholm       | Finnland           | 24,3    | 22,4    |                    |
| 20   | Yuri Yoshikawa      | Japan              | 17,7    | 21,8    |                    |
| 21   | Janet Jonsson       | Schweden           | 13,0    | 16,1    |                    |
| 22   | Nagako Mori         | Japan              | 14,4    | 13,0    |                    |
| 23   | Anna Hellman        | Schweden           | 19,6    | DNF     |                    |

### Finale
| Rang | Athletin          | Land               | 1. Lauf | 2. Lauf | Bester Lauf |
| ---- | ----------------- | ------------------ | ------- | ------- | ----------- |
| 1    | Kelly Clark       | Vereinigte Staaten | 40,8    | 47,9    | 47,9        |
| 2    | Doriane Vidal     | Frankreich         | 43,0    | 36,5    | 43,0        |
| 3    | Fabienne Reuteler | Schweiz            | 39,7    | 29,3    | 39,7        |
| 4    | Kjersti Buaas     | Norwegen           | 37,3    | 35,1    | 37,3        |
| 5    | Shannon Dunn      | Vereinigte Staaten | 35,5    | 37,2    | 37,2        |
| 6    | Tricia Byrnes     | Vereinigte Staaten | 25,1    | 36,4    | 36,4        |
| 7    | Nicola Pederzolli | Österreich         | 35,7    | 30,7    | 35,7        |
| 8    | Yoko Miyake       | Japan              | 23,5    | 33,7    | 33,7        |
| 9    | Minna Hesso       | Finnland           | 28,4    | 31,9    | 31,9        |
| 10   | Lisa Wiik         | Norwegen           | 24,4    | 28,9    | 28,9        |
| 11   | Nicola Thost      | Deutschland        | 27,7    | 25,3    | 27,7        |
| 12   | Michiyo Hashimoto | Japan              | 26,6    | 26,0    | 26,6        |